# Rodrigo Rêgo
Rodrigo Pedrosa Rêgo (Almada, 26 maart 2002) is een Portugees voetballer die als verdediger voor Varzim SC speelt.

## Carrière
Rodrigo Rêgo speelde in de jeugd van Almada AC en Sporting Clube de Portugal. Gedurende zijn tijd bij Sporting kwam hij uit voor verschillende vertegenwoordigende Portugese jeugdelftallen. In het seizoen 2021/22 werd hij aan Varzim SC verhuurd, waarmee hij op het tweede niveau van Portugal uitkwam. Hij debuteerde op 7 november 2021, in de met 2-2 gelijkgespeelde uitwedstrijd tegen FC Porto B. Hij scoorde in deze wedstrijd de 2-1, maar kreeg later in de wedstrijd een rode kaart. Ondanks de rode kaart in zijn debuutwedstrijd groeide hij hierna wel uit tot een vaste waarde bij Varzim, wat uit de Liga Portugal 2 degradeerde. Nadat zijn contract bij Sporting in 2022 afliep, vertrok hij naar FC Eindhoven. Bij Eindhoven had hij moeite om te aarden, maar kwam naarmate het seizoen vorderde vaker in actie. In het seizoen 2023/24 kwam hij echter nauwelijks meer in actie. Hierna keerde hij terug naar Varzim.

### Statistieken
| Seizoen                       | Club           | Land           | Competitie      | Competitie | Competitie | Beker | Beker | Overig | Overig | Totaal | Totaal |
| Seizoen                       | Club           | Land           | Competitie      | Wed.       | Dlp.       | Wed.  | Dlp.  | Wed.   | Dlp.   | Wed.   | Dlp.   |
| ----------------------------- | -------------- | -------------- | --------------- | ---------- | ---------- | ----- | ----- | ------ | ------ | ------ | ------ |
| 2020/21                       | → Varzim SC    | Portugal       | Liga Portugal 2 | 19         | 1          | 0     | 0     | –      | –      | 19     | 1      |
| 2022/23                       | FC Eindhoven   | Nederland      | Eerste divisie  | 15         | 0          | 0     | 0     | 2      | 0      | 17     | 0      |
| 2023/24                       | FC Eindhoven   | Nederland      | Eerste divisie  | 9          | 0          | 0     | 0     | –      | –      | 9      | 0      |
| 2024/25                       | Varzim SC      | Portugal       | Liga 3          | 0          | 0          | 0     | 0     | –      | –      | 0      | 0      |
| Carrièretotaal                | Carrièretotaal | Carrièretotaal | Carrièretotaal  | 43         | 1          | 0     | 0     | 2      | 0      | 45     | 1      |
| Bijgewerkt op 3 augustus 2024 |                |                |                 |            |            |       |       |        |        |        |        |